# Junda
Junda (ros. Юнда) – wieś (dieriewnia) w Rosji, w Udmurcji, w rejonie balezińskim. W 2010 liczyła 461 mieszkańców.